# Fire Prowrestling Returns
Fire Pro Wrestling Returns er et japansk wrestlingspil udgivet til PlayStation 2 af Spike i 2005. I 2007 kom der en engelsk version på markedet.

## Roster
Spillet er unikt da det har over 300 wrestlere, og plads til ydere 500 som man selv kan lave. Alle wrestlerne har opdigtede navne, men det er meget tydeligt at se hvem de skal forestille. Wrestlerne har blot fået andre navne da Spike ikke har haft rettighederne til de rigtige, og derfor er funktionen "EDIT" også inkluderet, hvor spilleren selv kan gå ind og ændre navnet til det rigtige. F.eks. er der en figur der 100% ligner den amerikanske wrestler Sting, men hedder noget andet. Så går man simpelthen ind i "EDIT" og ændre navnet til Sting, og så er den ikke længere. Rosteren indeholder bl.a.:
- Kenta Kobashi
- Stan Hansen
- Sting
- Kevin Nash
- Scott Hall
- KENTA
- Mitsuharu Misawa
- Low-Ki
- Steve Corino
- Toshiaki Kawada
- Takeshi Morishima
- Jeff Jarrett
- Spanky
- Masahiro Chono
- Mad Man Pondo
- Ryuji Ito
- Danshoku Dino
- Jun Akiyama

Og bogstaveligt talt hundredvis af andre wrestlere.